# Broughton (Milton Keynes)
Pour les articles homonymes, voir Broughton.
Broughton est une paroisse civile et un village du Buckinghamshire, en Angleterre.